# Coll de Miralles

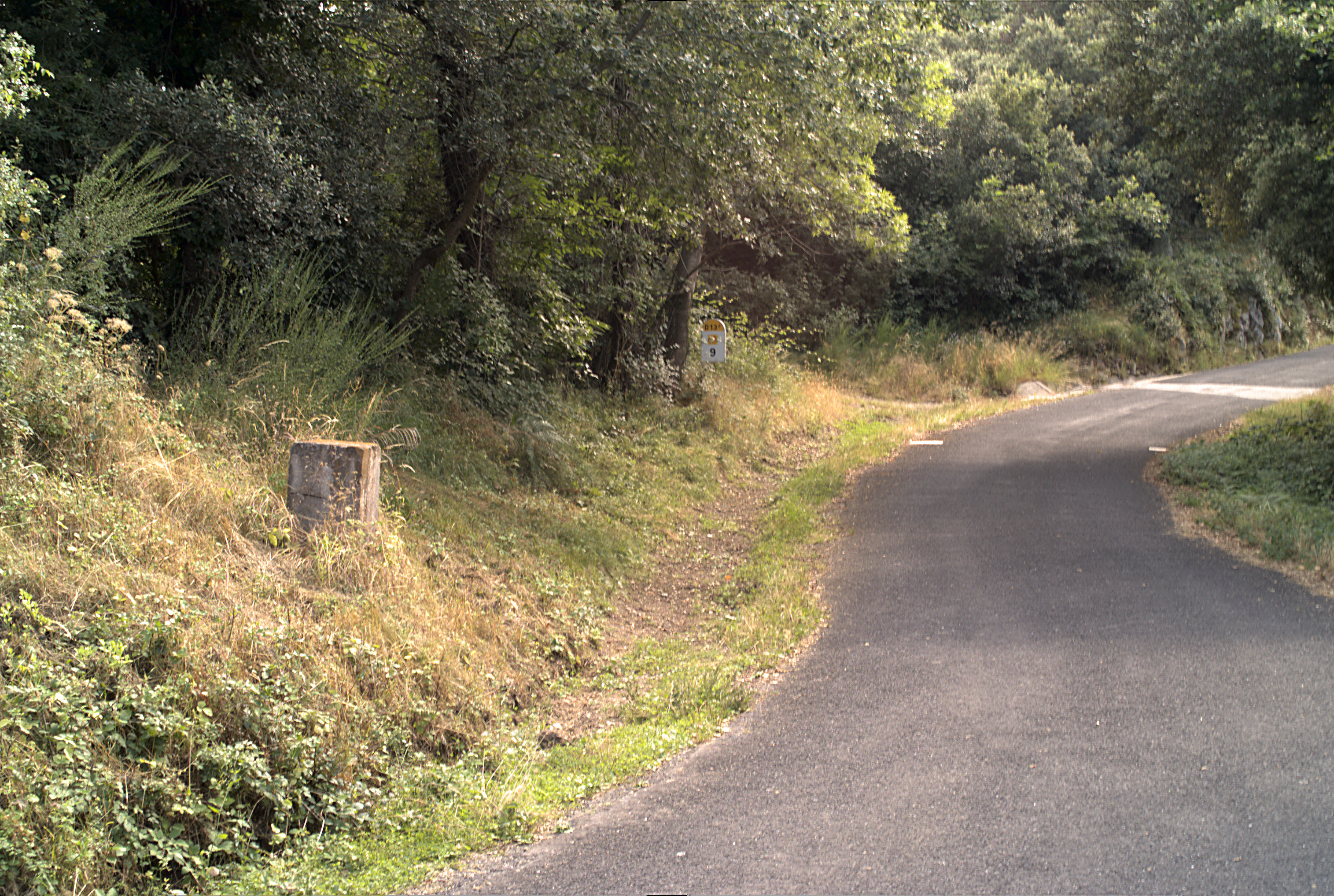
El coll, amb la fita

El Coll de Miralles és un coll de muntanya de 710,6 m alt dels contraforts septentrionals dels Pirineus del terme comunal de Ceret, a la comarca del Vallespir, de la Catalunya del Nord.
És en el sector sud del terme de Ceret, a ponent del Puig de Miralles i al nord-est del Mas del Prat Lloser i del Coll de la Brossa.
Es tracta d'un coll per on passen freqüentment rutes d'excursionisme a peu o en bicicleta de muntanya, tot i que per a les darreres, presenta alguns trams no ciclables (i cal baixar de la bicicleta i fer-los a peu).